# Una lacrima sul viso
Cet article concerne la chanson interprétée par Bobby Solo. Pour le film d'Ettore Maria Fizzarotti, voir Una lacrima sul viso (film).
Chanson de Bobby Solo au Festival de Sanremo
Se piangi, se ridi (couplé aux New Christy Minstrels) 
(1965)
Singles par Bobby Solo
Credi a me
(1964) Se piangi, se ridi
(1965)
Singles par Frankie Laine
Go on With Your Dancing
(1964) Tangolita
(1964)
Una lacrima sul viso (en français : Sur ton visage une larme) est une chanson composée par Lunero (it), écrite par Mogol et chantée par Bobby Solo.

## Histoire
La chanson a été créée pour le quatorzième Festival de Sanremo, avec une double interprétation Bobby Solo / Frankie Laine, qui a enregistré une version anglaise de la chanson avec le titre «  For your Love ». La chanson arrive en finale, mais Bobby Solo affecté par une laryngite est incapable de chanter et interprète celle-ci en play-back et est disqualifié.
Le single a atteint la première place pendant neuf semaines consécutives au hit-parade italien. Vendue à plus de trois millions d'exemplaires dans le monde, elle a reçu un disque d'or.
La chanson a également inspiré un film musicarello du même nom réalisé par Ettore Maria Fizzarotti et joué par le même Bobby Solo et par Laura Efrikian.
La chanson a été reprise par d'autres artistes, dont Lucky Blondo, Richard Clayderman, Franck Pourcel, Achille Togliani, Claude Challe et Francis Goya. Elle a également été utilisée dans plusieurs films, notamment Barcelona de Whit Stillman ,  Quand j'étais chanteur de Xavier Giannoli' et  5x2 de François Ozon.

## Liste des pistes
- 7 single – SRL 10-338

1. Una lacrima sul viso, (Mogol, Bobby Solo)
2. Non Ne Posso Più, (Giorgio Salvioni, Iller Pattacini)